# De Tamilske Tigre
De Tamilske Tigre (LTTE) er en tidligere tamilsk modstandsbevægelse i Sri Lanka, opstået i 1970erne, der kæmpede imod den srilankanske regering for regional autonomi i den nordøstlige del af øen (se Borgerkrigen i Sri Lanka). Tamilerne er et etnisk mindretal i Sri Lanka og udgør ca 26% af befolkningen, med eget sprog (Tamil), kultur og traditioner.
Efter en forfatningsreform i 1972 modsatte tamilerne sig den srilankanske regerings sinhelesisk-buddhistiske nationalisme og krævede tamilsk selvbestemmelse og oprettelse af Tamil Eelam. En modstandsbevægelse oprettedes i 1976 og den stærkeste fraktion "Liberation Tigers of Tamil Eelam" (LTTE) blev dannet 1981.
Tigrene blev i stigende grad militante og har siden 1983 været i regulær krig med den srilanske hær. Omkring 150.000 mennesker har mistet livet i konflikten, der først i 2001 blev afløst af en våbenhvile. I 2002 opgav Tigrene kravet om selvstændighed til fordel for en føderal løsning.
Siden 12. august 2005 har der været ny undtagelsestilstand i Sri Lanka[kilde mangler] efter landets udenrigsminister blev myrdet.
USA, Canada og EU satte i 2006 Tigrene på deres lister over forbudte terroristorganisationer.
Efter en offensiv fra de sri lankanske regeringstropper erklærede Tigrene den 17. maj 2009, at slaget var tabt, og at de ville nedlægge våbnene. Tigrenes leder Velupillai Prabhakaran blev dræbt den 18. maj 2009. 

## Historie
LTTE blev grundlagt i 1976 som en af flere organisationer, som ønskede at oprette en uafhængig tamilsk stat, Tamil Eelam, i det nordøstlige Sri Lanka.
Efter stiftelsen optog LTTE eller eliminerede de fleste alternative grupperinger. De erklærede total krig mod de singalesisk dominerede myndigheder på Sri Lanka. Strategien inkluderede typisk guerillataktik, og der blev også brugt terrormetoder som selvmordsbomber.
LTTE blev regnet som - og regnes som - en terrororganisation af en række lande, herunder USA, Canada, EU, Indien, Australien og Malaysia. Tigrene blev ikke desto mindre af mange anset som den enhed, regeringen måtte få en fredsaftale i stand med, hvis det skulle blive til en reel afslutning på borgerkrigen på øen. Organisationen var derfor ikke forbudt på Sri Lanka (2006). LTTE deltog i fredssamtaler, og den støttede også et politisk parti, Thamizarasuk Katchi, som fik omkring 90 % af stemmerne i den nordlige del af landet ved parlamentsvalg.

## Indisk støtte
I de første år efter grundlæggelsen af Tamiltigrene skal de have nydt megen sympati hos den indiske regering og især i delstaten Tamil Nadu, hvor man støttede tamilernes kamp mod den singalesiske majoritets diskriminering. Det er en udbredt opfattelse, at Indien i begyndelsen gav penge og oplæring til LTTE og andre tamilske væbnede grupper.
Den 29. juli 1987 blev den indo-srilankiske fredsaftale undertegnet. For Sri Lankas del indebar dette, at man gav efter for flere tamilske krav, blandt andet mere magt til provinserne på bekostning af centralregeringen, sammenlægning af de nordlige og østlige provinser hvis dette fik støtte ved en folkeafstemning, og at det tamilske sprog fik status som officielt sprog. Indien på sin side forpligtede sig til at genoprette orden i nordøst med en fredsbevarende styrke, IPKF, og at ophøre med at støtte tamilske separatistbevægelser. Flere væbnede grupper accepterede efter nogen indledende tøven at overgive sine våben til IPKF.
Efterhånden begyndte de indiske styrker at møde modstand fra alle sider. Den srilankiske regering frygtede et stort oprør og gik angiveligt i gang med hemmelige forhandlinger med Tamiltigrene. Dette resulterede i en våbenhvile. Alligevel fortsatte der med at udbryde kampe mellem Tigrene og IPKF. Det blev rapporteret, at regeringen på Sri Lanka i enkelte tilfælde gav våben til tamilske grupper for at presse IPKF ud. Da tabstallene steg, trak Indien sine styrker ud.
Tamiltigrene fik dermed total kontrol over det nordøstlige Sri Lanka og fortsatte med at fjerne konkurrerende grupper. Siden drabet på lederen af EPRLF i Chennai i Indien i 1990 har Tigrene været det eneste reelle alternativ for tamilske separatister. Efter dette drab har indiske myndigheder indført en hårdere linje mod LTTE-medlemmer på indisk territorium. Støtten fra Indien blev endda mere svækket i 1991, da den tidligere indiske statsminister Rajiv Gandhi blev myrdet, angiveligt af en kvindelig selvmordsbomber fra Tamiltigrene. Indien blev stående uden for fredsforhandlingene og krævede tamillederen Prabhakaran udleveret.

## Forsøg på forhandlinger
Fra 2001 var der våbenhvile, men den blev brudt flere gange. Tigrene havde givet tegn til, at de var villige til at slække på kravet om en selvstændig stat og i stedet gå ind på en løsning med politisk og økonomisk autonomi inden for en føderation eller konføderation.
Den 22. februar 2002 blev SLMM (Sri Lanka Monitoring Mission) oprettet som et internationalt overvågningsorgan for våbenhvilen. Norge var et af de lande, som deltog i mæglingen, med tidligere stortingspolitiker og senere udviklingsminister Erik Solheim som repræsentant. Norge havde for det meste haft sympati fra begge sider i konflikten, men særlig singalesiske nationalister gav til tider udtryk for stærk modvilje mod Norges rolle, blandt andet ved demonstrationer uden for den norske ambassade i Colombo. Der blev det norske flag brændt og der blev placeret åbne kister med lig uden for ambassade-indgangen.
Forsøgene på fredssamtaler stoppede på grund af uenighed mellem præsident Chandrika Kumaratunga og statsminister Ranil Wickremesinghe, som tilhører forskellige partier. Præsidenten beskyldte statsministeren, som havde hovedansvaret for forhandlingerne, for at være for eftergivende. Det opstod dermed en situation, hvor det var uklart hvem, Tamiltigrene egentlig skulle forhandle med.
Det kom også beskyldninger om, at Tigrene brugte våbenhvilen til at opbygge sine styrker. De blev tillige beskyldt for at kidnappe skolebørn og myrde politiske rivaler.
Der var også bekymring for, at forhandlingsparterne så for meget på penge, som man forventede ville komme som støtte til udbygning af infrastruktur, hvis der blev undertegnet en varig fredsaftale, hvilket kunne føre til, at man skjulte uenigheder, som senere ville komme frem til overfladen igen.
Jordskælvet i Det Indiske Ocean i 2004 førte til øget usikkerhed mellem Tamiltigrene og regeringen, da begge parter beskyldte hinanden for at have en dårlig planlægning for en større katastrofe og for dårlig disponering af hjælpesendinger. I forbindelse med transport af disse ind i det tamilske området havde Tigrene for første gang i flere år åbnet grænsen om natten.
I løbet af 2005 blev situationen mellem parterne stadig forværret, blandt andet blev Sri Lankas udenrigsminister myrdet i august, et drab som mange mistænker LTTE for at stå bag. I februar 2006 mødtes parterne i Genève til samtaler. Begge anklagede modparten for brud på våbenhvilen, og i følge SLMM blev aftalen brudt af begge parter.
I maj 2006 blev en troppetransport med fartøjet "Pearl Cruise" angrebet, hvilket bidrog til krise for våbenhvilen. LTTEs sømilitære fløj Sea Tigers angreb med 15 mindre fartøjer, sænkede et af Sri Lankas patruljefartøjer og skadede et andet.
Tamiltigrene havde længe stået på USAs, Canadas og Storbritanniens lister over terrororganisationer, og den 29. maj 2006 blev organisationen også opført på EUs liste med den konsekvens, at EU-landene frøs Tamiltigrenes værdier i landene. Kritikere mente, at dette betød, at EU med dette tog side for myndighederne i konflikten. Erik Solheim på sin side mente, dette betød, at Norge ville spille en endnu vigtigere rolle i forsøgene på at løse konflikten.

## Nederlaget
I sommeren 2007 var LTTEs områder i østlige Sri Lanka gået tabt til regeringen, som hurtigt indsatte en administration i området med deres egne tamilske allierede, herunder afhopperen oberst Karuna fra LTTE. En mindre lavintensitetskonflikt med terroranslag og mindre voldelige episoder fortsatte i det østlige Sri Lanka, men LTTE havde mistet sin kapacitet som militærmagt der.
I januar 2008 trak regeringen på Sri Lanka landet ud af våbenhvileaftalen og satsede alt på at nedkæmpe LTTE militært. Økonomisk blokade blev taget i brug mod tamilerne, og veje blev lukket. Regeringen forhindrede også internationale observatører og menneskerettighedsorganisationer i at rejse til tamilområderne. Mange menneskerettighedesorganisationer kritiserede regeringen for angreb mod civile.
Militært blev tamiltigrene presset tilbage på de fleste frontafsnit. I nord formåede de længe at holde stand på Jaffna-halvøen, men regeringsstyrkerne fik i sommeren 2008 et gennembrud langs vestkysten i Mannar-distriktet, og derefter startede en kontinuerlig offensiv dybere ind i LTTEs områder. Kilinochchi faldt den 2. januar 2009 til regeringsstyrkerne, og den 25. januar erobrede de den sidste større by, Mullaittivu, fra LTTE.
LTTE blev presset ind i et mindre område nord for byen Mullaittivu. Den 3. maj 2009 var LTTE trængt tilbage til en lille halvø mellem Nanthikandal-lagunen i vest og Det Indiske Ocean i øst med mellem syv og ti kvadratkilometer territorium tilbage. Det reelle antal af de tilbageværende tamiltigre, som blev nedkæmpede der, er ikke kendt med rimelige sikkerhed. LTTEs leder Velupillai Prabhakaran blev dræbt om morgenen den 18. maj 2009 sammen med sine nærmeste mænd.
Den 17. maj 2009 erklærede LTTE, at man opgav den militære kamp, men LTTE eksisterer fortsat som en underjordisk bevægelse på Sri Lanka og i andre lande.

## Anklager mod LTTE
I flere lande er LTTE blevet beskyldt for at udøve økonomisk udpresning af lokale tamiler, også i Norge skal dette være forekommet. LTTE er også blevet beskyldt for at have tvangsrekrutteret guerillasoldater. Blandt dem, som hævder at være blevet tvangsrekrutteret som guerillasoldat, er mindst en nordmand.